# Johan Larsson (piłkarz)
Johan Larsson (ur. 5 maja 1990 w Kinna) – szwedzki piłkarz występujący na pozycji obrońca w duńskim klubie Brøndby IF

## Kariera klubowa
Larsson rozpoczął swoją karierę w Kinna IF, którą to drużynę opuścił w 2005 roku na rzecz IF Elfsborg. Początkowo występował tylko w drużynie juniorskiej, z którą zdobył młodzieżowe Mistrzostwo Szwecji. 15 marca 2010 roku zadebiutował w barwach pierwszego zespołu podczas meczu ligowego z Gefle IF. Tydzień później w spotkaniu z Halmstads BK zdobył dwa gole.

## Kariera reprezentacyjna
W 2010 roku Larsson otrzymał powołanie do reprezentacji Szwecji do lat 21, w której zadebiutował podczas towarzyskiego meczu z Czarnogórą.

## Statystyki kariery
(aktualne na dzień 28 sierpnia 2013)
| Klub               | Sezon              | Liga               | Liga  | Liga   | Puchar Szwecji | Puchar Szwecji | Europa | Europa | Suma  | Suma   |
| Klub               | Sezon              | Liga               | Mecze | Bramki | Mecze          | Bramki         | Mecze  | Bramki | Mecze | Bramki |
| ------------------ | ------------------ | ------------------ | ----- | ------ | -------------- | -------------- | ------ | ------ | ----- | ------ |
| IF Elfsborg        | 2010               | Allsvenskan        | 29    | 6      | 2              | 0              | 0      | 0      | 31    | 6      |
| IF Elfsborg        | 2011               | Allsvenskan        | 30    | 4      | 2              | 1              | 5      | 0      | 37    | 5      |
| IF Elfsborg        | 2012               | Allsvenskan        | 30    | 3      | 4              | 2              | 6      | 1      | 40    | 6      |
| IF Elfsborg        | 2013               | Allsvenskan        | 21    | 4      | 0              | 0              | 5      | 1      | 26    | 5      |
| IF Elfsborg        | 2014               | Allsvenskan        | 0     | 0      | 0              | 0              | 4      | 1      | 4     | 1      |
| Ogólnie w karierze | Ogólnie w karierze | Ogólnie w karierze | 110   | 17     | 8              | 3              | 20     | 3      | 138   | 23     |